# آلن مارتین (بازیکن فوتبال، زاده ۱۹۲۳)
آلن مارتین (انگلیسی: Alan Martin; ۲۳ نوامبر ۱۹۲۳ – ۲۰۰۴ (۸۰−۸۱ سال)) بازیکن فوتبال اهل بریتانیا بود.
از باشگاه‌هایی که در آن بازی کرده‌است می‌توان به باشگاه فوتبال استوک سیتی، باشگاه فوتبال نورتویچ ویکتوریا، و باشگاه فوتبال پورت ویل اشاره کرد.